# Asshole
Asshole é o segundo álbum solo do baixista e vocalista do Kiss, Gene Simmons.
| Críticas profissionais                                                      | Críticas profissionais |
| Avaliações da crítica                                                       | Avaliações da crítica  |
| Fonte                                                                       | Avaliação              |
| --------------------------------------------------------------------------- | ---------------------- |
| All Music Guide                                                             | [ 1 ]                  |
| Esta tabela precisa de ser acompanhada por texto em prosa. Consulte o guia. |                        |

## Faixas
1. "Sweet & Dirty Love" (Simmons)
2. "Firestarter" (Liam Howlett)
3. "Weapons of Mass Destruction" (Simmons)
4. "Waiting For the Morning Light" (Bob Dylan, Simmons)
5. "Beautiful" (Mark Addison, Nina Singh)
6. "Asshole" (Frank Tolstrup)
7. "Now That You're Gone" (Bruce Kulick, Simmons)
8. "Whatever Turns You On" (Simmons, Dave Williams)
9. "Dog" (Simmons, Bag)
10. "Black Tongue" (Simmons, Frank Zappa)
11. "Carnival of Souls" (Simmons, Scott VanZen)
12. "If I Had a Gun" (Simmons, Bag)
13. "1,000 Dream" (Simmons)
14. "Everybody Knows" (Faixa bônus japonesa)
15. "You're My Reason For Livin'" (Faixa bônus japonesa)

## Créditos
- Gene Simmons - Vocal, Baixo e Guitarra Rítmica

Músicos Adicionais:
- Eric Singer - Bateria
- Bruce Kulick - Guitarra Solo e Guitarra Rítmica
- Mark Addison - Guitarra Solo, Bateria, Guitarra, Teclados e Baixo
- Nina Singh - Bateria, Percussão e Guitarra
- Frank Tolstrup - Bateria, Baixo e Guitarra Rítmica
- Thomas Ruud - Guitarra Solo
- Jeff Diehl - Guitarra e Bateria
- Holland McRae - Guitarra Solo
- Dan Crupier - Bateria
- Brian Lebarton - Piano
- Bag - Bateria, Guitarra, Baixo e Vocal de Apoio
- Dweezil Zappa - Guitarra Solo e Vocal de Apoio
- Richie Kotzen - Guitarra Rítmica e Guitarra Solo
- Shannon Tweed - Vocal de Apoio
- Louise Tweed - Vocal de Apoio
- Michelle Casio - Vocal de Apoio
- Nira Weiss - Vocal de Apoio
- Sophie Simmons - Vocal de Apoio
- Zachary Grant - Vocal de Apoio
- Kylie O'Brien - Vocal de Apoio
- Dave Williams - Vocal de Apoio
- Gale Zappa - Vocal de Apoio
- Nick Simmons - Vocal de Apoio
- Steve Parrish - Vocal de Apoio
- Chris Parrish - Vocal de Apoio